# Magdalena Sobal
Magdalena Izabe Sobal (28 settembre 2004) è una calciatrice polacca, attaccante del Servette Chênois in prestito dalla Juventus.

## Carriera

### Club
Nata nel 2004, ha iniziato a giocare a calcio nell'Orły di Tczew, nella Polonia centro-settentrionale, giocando con i maschi, così come nel Gryf, altra squadra della stessa città. Nel 2019, a 15 anni, si è trasferita al Pogoń Tczew, altra compagine cittadina, giocando per la prima volta in una squadra interamente femminile.
Dopo un quinquennio con le rossoblù, nel quale ha militato nelle ultime due stagioni in Ekstraliga, massima serie del suo Paese, trovando la rete per 29 volte, è andata a giocare per la prima volta in carriera all'estero, firmando un triennale con la Juventus, in Serie A, venendo contestualmente ceduta in prestito in Serie B, al Brescia.
Ha esordito con le leonesse il 13 ottobre 2024, alla sesta giornata di campionato, entrando al 55' della gara persa in casa per 3-0 contro il Genoa. La settimana successiva, il 20 ottobre, ha trovato le sue prime reti, realizzando una doppietta, segnando al 36' e al 75' le reti del 2-0 e del definitivo 3-0 nel successo in trasferta sul campo dell'Arezzo del settimo turno di Serie B. A fine stagione vince il titolo come migliore marcatrice della competizione, con 21 reti.

### Nazionale
Ha fatto il suo esordio nelle selezioni giovanili polacche con Under 15 e Under 16.
Nell'ottobre 2019 è passata con l'Under 17, disputando sette gare e realizzando quattro reti, con tre presenze e due gol nella prima fase delle qualificazioni all'Europeo di categoria di Svezia 2020, poi non disputato a causa delle restrizioni dovute alla pandemia di COVID-19, che portarono all'annullamento del torneo fin dalla fase élite, quella decisiva delle qualificazioni.
A ottobre 2021 è entrata in Under 19, giocando fino al 2023 22 volte, 12 delle quali nelle qualificazioni agli Europei under 19 di Repubblica Ceca 2022 e Belgio 2023, segnando 18 gol totali, nove ufficiali e nove in amichevole, fermandosi però in entrambi i casi alla fase élite, non riuscendo a qualificarsi per il torneo finale.
Nel settembre 2023 ha debuttato in nazionale maggiore, nella fase a gironi di Women's Nations League 2023-2024, il 26 settembre in casa a Gdynia contro l'Ucraina, subentrando all' 85' a Klaudia Lefeld nella gara vinta per 2-1. Nello stesso anno è stata convocata nella selezione Under 23.

## Statistiche

### Presenze e reti nei club
Statistiche aggiornate al 19 maggio 2025.
| Stagione        | Squadra          | Campionato      | Campionato | Campionato | Coppe nazionali | Coppe nazionali | Coppe nazionali | Coppe continentali | Coppe continentali | Coppe continentali | Altre coppe | Altre coppe | Altre coppe | Totale | Totale |
| Stagione        | Squadra          | Comp            | Pres       | Reti       | Comp            | Pres            | Reti            | Comp               | Pres               | Reti               | Comp        | Pres        | Reti        | Pres   | Reti   |
| --------------- | ---------------- | --------------- | ---------- | ---------- | --------------- | --------------- | --------------- | ------------------ | ------------------ | ------------------ | ----------- | ----------- | ----------- | ------ | ------ |
| 2024-2025       | Brescia          | B               | 20         | 21         | CI              | 0               | 0               | -                  | -                  | -                  | -           | -           | -           | 20     | 21     |
| 2025-2026       | Servette Chênois | WSL             | -          | -          | CS              | -               | -               | -                  | -                  | -                  | -           | -           | -           | -      | -      |
| Totale carriera | Totale carriera  | Totale carriera | 20         | 21         | -               | 0               | 0               | -                  | -                  | -                  | -           | -           | -           | 20     | 21     |

### Cronologia presenze e reti in nazionale
| Cronologia completa delle presenze e delle reti in nazionale ― Polonia | Cronologia completa delle presenze e delle reti in nazionale ― Polonia | Cronologia completa delle presenze e delle reti in nazionale ― Polonia | Cronologia completa delle presenze e delle reti in nazionale ― Polonia | Cronologia completa delle presenze e delle reti in nazionale ― Polonia | Cronologia completa delle presenze e delle reti in nazionale ― Polonia | Cronologia completa delle presenze e delle reti in nazionale ― Polonia | Cronologia completa delle presenze e delle reti in nazionale ― Polonia |
| Data                                                                   | Città                                                                  | In casa                                                                | Risultato                                                              | Ospiti                                                                 | Competizione                                                           | Reti                                                                   | Note                                                                   |
| ---------------------------------------------------------------------- | ---------------------------------------------------------------------- | ---------------------------------------------------------------------- | ---------------------------------------------------------------------- | ---------------------------------------------------------------------- | ---------------------------------------------------------------------- | ---------------------------------------------------------------------- | ---------------------------------------------------------------------- |
| 26-9-2023                                                              | Gdynia                                                                 | Polonia                                                                | 2 – 1                                                                  | Ucraina                                                                | UEFA Women's Nations League 2023-2024 - 1º turno                       | -                                                                      | 85’                                                                    |
| Totale                                                                 |                                                                        | Presenze                                                               | 1                                                                      |                                                                        | Reti                                                                   | 0                                                                      |                                                                        |

## Palmarès

### Individuale
- Capocannoniera della Serie B: 1

2024-2025 (21 gol)